# Jean Fouquet
Jean Fouquet (Tours, Francia; h. 1420-Tours, h. 1481) es considerado uno de los grandes pintores del Renacimiento inicial y el renovador de la pintura francesa del siglo XV. Formado en la tradición francesa del gótico internacional, desarrolló un nuevo estilo, integrando las fuertes tonalidades cromáticas del gótico con la perspectiva y los volúmenes italianos, así como la innovación naturalista de los flamencos. Sus obras maestras son el Díptico de Melun y las miniaturas del Libro de horas de Étienne Chevalier.
Muy reconocido en su tiempo, después su obra quedó olvidada hasta su rehabilitación en el siglo XIX por los románticos franceses y alemanes, interesados en el arte medieval. Su obra se revalorizó definitivamente durante una exposición sobre primitivos franceses, organizada en París en la Biblioteca nacional de Francia en 1904, que permitió reunir y conocer su obra dispersa.

## Contexto histórico y artístico
En el último tercio del siglo XIV, un nuevo estilo pictórico se extendió por Europa desde la corte de los Papas de Aviñón. Simone Martini y otros artistas italianos y franceses difundieron el realismo naturalista de los pintores de la escuela sienesa y la caligrafía refinada de las miniaturas francesas. Este estilo, que luego se llamará gótico internacional, tuvo sus principales focos en París, Siena, Colonia y Bohemia. París se había convertido en el centro de la miniatura europea. Con el duque de Berry, trabajaban los hermanos Limbourg, los más grandes miniaturistas franceses, que entre 1411 y 1416 iluminaron la obra maestra Las muy ricas horas del Duque de Berry. El hecho de que las mejores obras conservadas de este periodo sean miniaturas revela la preponderancia de estas sobre la pintura.
En Flandes, en 1422 comienza la actividad Jan van Eyck, figura cumbre de la historia del arte y gran innovador de la pintura al desarrollar una nueva forma de representar la realidad. Durante el siglo XV, la técnica del óleo se difundió de forma importante en Flandes. El empleo de óleo como aglutinante permitía tintas más fluidas que, aplicadas en capas sucesivas casi transparentes, obtenían todas las gradaciones de color y de luminosidad. De esta forma se conseguía representar con todo detalle cualquier objeto. También utilizaban experimentalmente todo tipo de sistemas perspectivos mediante métodos empíricos. Su perspectiva se aproximaba más a la visión natural y el aire casi se palpaba. Lo conseguían mediante la "perspectiva aérea", degradando el color hacia grises azulados para los objetos lejanos. El texto teórico que recogió los sistemas perspectivos nórdicos fue el De artificiali perspectiva, de Jean Pélegrin, conocido como Viator, y que es el equivalente del Tratado de Alberti para la pintura renacentista italiana.
En Italia, en este periodo, se estaba gestando el Quattrocento, el primer renacimiento, un arte a la medida del hombre, con la perspectiva como recurso pictórico que producía la ilusión de la tercera dimensión. Los antecedentes de este nuevo lenguaje se encontraban en las representaciones escultóricas de Ghiberti, Della Quercia y Donatello. Fue en Florencia, en 1427, en el cuadro de la Trinidad, donde el pintor Masaccio en colaboración con el arquitecto Brunelleschi resolvieron los problemas de la perspectiva. Luego Leon Battista Alberti, arquitecto y amigo de Brunelleschi, que había conocido los debates en la Trinidad sobre la forma de representar la perspectiva, los transmitió en su obra De Pictura. Posteriormente, a partir de 1430, Paolo Uccello, Andrea del Castagno, Piero della Francesca y Andrea Mantegna terminaron de elaborar el nuevo lenguaje.
Francia estaba inmersa en la guerra de los Cien Años (1337-1453) con Inglaterra. En 1415, Enrique V de Inglaterra desembarcó en Normandía y derrotó a los franceses en la batalla de Azincourt, tomando París y llevándose como rehén al rey francés Carlos VI, al que obligó a reconocer al monarca inglés como heredero al trono francés. En estos años, la guerra y el caos hicieron desaparecer casi completamente la actividad artística en Francia. A la muerte de Carlos VI en 1429, Francia, incumpliendo lo acordado, coronó al hijo de Carlos VI como nuevo rey, con el nombre de Carlos VII. Este estableció su corte en Bourges. Hasta el año 1453, no se liberó el país totalmente de los ingleses. Carlos VII falleció en 1461 y le sucedió su hijo Luis XI, que estableció en Tours la capital de Francia.

## Biografía

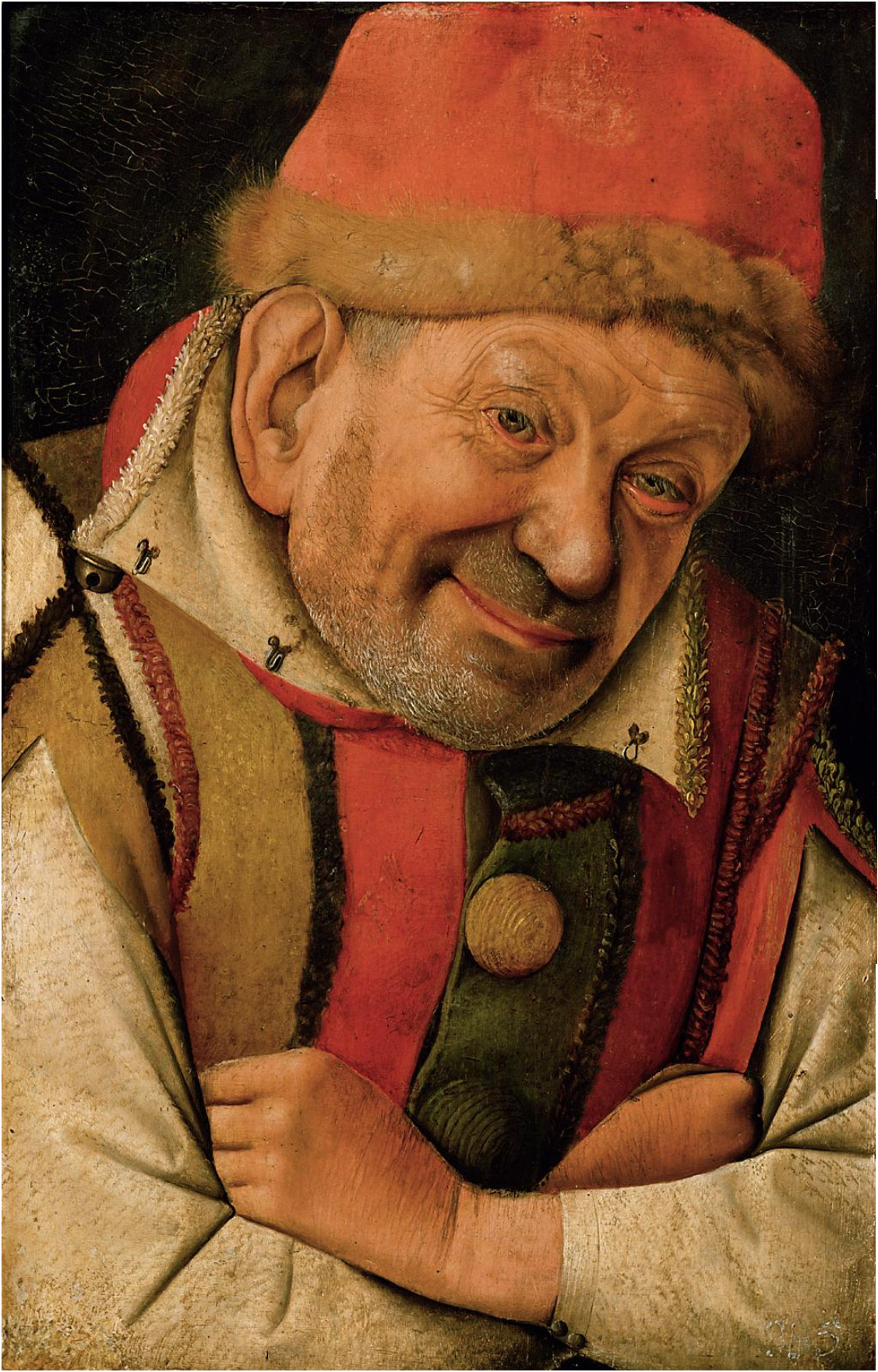
Retrato del bufón Gonella, Kunsthistorisches Museum, Viena.

Jean Fouquet nació entre 1415 y 1420 en Tours y murió entre 1478 y 1481, probablemente en la misma ciudad. Se sabe poco de su vida y de su trayectoria artística, que está poco documentada. El medio artístico donde recibió su formación es objeto de debate. Es probable que se formara en talleres de miniaturistas, quizás en el entorno del Maestro de Bedford.
Se supone que el Maestro de Bedford era Haincelin de Haquenan, que a su vez se había formado con Jacques Coene, pintor e iluminador flamenco establecido en París. A partir de la muerte del gran mecenas Jean le Berry en 1416 y la ocupación inglesa de París en 1418, los grandes talleres de flamencos, italianos y franceses abandonaron París. Haincelin de Haquenan fue uno de los que se quedó en el París ocupado. A este taller debió llegar el joven Fouquet cuando la ciudad acababa de ser liberada. Se insiste en que esto es una especulación, por tanto la tradición de que Fouquet es continuador de los iluminadores franceses no se ha podido confirmar en el análisis de las obras de juventud, ni tampoco la influencia de los hermanos Limbourg en su obra.
Alrededor de 1443-1447, emprendió un viaje a Italia, donde realizó el retrato perdido del papa Eugenio IV con dos dignatarios, que en el pasado se encontraba en la sacristía de la iglesia de Santa María sopra Minerva en Roma. Allí entró en contacto, y quizás colaboró, con Fray Angélico, cuya influencia es perceptible en su obra posterior. Posiblemente estuvo también en Florencia, donde conoció el trabajo de los grandes renovadores toscanos. Probablemente recaló además en Mantua, donde pintó al Bufón Gonella. Según Giorgio Vasari, Fouquet fue un artista muy admirado en Italia. Además del encuentro con Fray Angélico que también trabajaba para el papa, en Roma debió conocer las reconstrucciones de villas y la excavación de antigüedades. En Florencia, en san Michele y santa María Novella quizá pudo analizar la maestría de Brunelleschi y Donatello. También seguramente contactó con Masaccio, Uccello y Piero della Francesca. En Padua, pudo encontrarse con Castagno y en Venecia con Jacopo Bellini. La influencia del Quattrocento italiano en él es triple. Interiorizó la concepción del espacio, su decoración y sus interiores. Aprendió su visión de los colores, vivos y calientes. Desarrolló la construzione legittima descrita por el teórico Leon Battista Alberti en su tratado Della Pintura.
Regresó a Francia entre 1448 y 1450 y, a partir de entonces, desarrolló su trabajo principalmente en Tours, su ciudad natal. Trabajó asimismo en la corte de Carlos VII, al que pintó quizás en 1450. Sí es seguro que en esta época recibió el encargo del tesorero de Francia Étienne Chevalier de lo que fueron sus obras maestras: el Díptico de Melun y las miniaturas de su libro de horas. El periodo en que se pintó el retrato de Carlos VII también es fuente de especulación. Una parte de los estudiosos defienden que es un cuadro que no tiene ninguna influencia italiana y que fue pintado, por tanto, antes del viaje a Italia, y que es el más temprano del pintor. Otro sector de la crítica defiende que la inscripción del cuadro muy victorioso Rey demostraría que el cuadro se pintó después de la victoria sobre los ingleses en 1450 en la batalla de Formigny o, todavía más tarde, en la conquista de Guyenne en 1453.
A partir de 1459, dispone de un excelente colaborador, el llamado Maestro de Boccace de Múnich. Era seguramente un hijo suyo, Louis o François, que intervino activamente en el taller familiar. Hacia 1460-1470, pintó El retrato del canciller de Francia Jouvenel des Ursins y La Pietà de Nouans. En 1461 murió Carlos VII y fue elegido rey su hijo, Luis XI, del que se convirtió en pintor oficial a partir de 1475. Hacia 1475, recibió el encargo de Jacques de Armagnac de terminar las Antigüedades judías de Flavio Josefo, que habían quedado incompletas con la muerte del duque Jean de Berry. Esta obra, la primera totalmente confirmada de Fouquet, ha servido para identificar todo el corpus del pintor. Jean Fouquet murió entre 1478 y 1481.
Fue un artista polivalente. Pintor y miniaturista de libros, practicó también el esmalte, la vidriera, y seguramente la tapicería. También organizó espectáculos para los reyes. Tal y como se ha señalado, su vida es poco conocida y se está reconstruyendo a través de testimonios escritos de contemporáneos suyos. Tanto su aprendizaje, como su viaje a Italia, su trabajo en Tours e incluso su obra —que está muy desperdigada y era atribuida parcialmente a otros artistas—, es todavía fuente de debate.

## Técnica y composición
Sus diseños estaban cuidadosamente pensados de antemano. Conocía los aspectos técnicos necesarios para captar la atención del espectador mediante una composición que basaba en círculos, en el número áureo y en polígonos regulares. En cuanto a los círculos, habitualmente empleaba el círculo central y un segundo que inscribía en la mitad superior del cuadro. Se aprecia la relación entre ambos, cómo el primero más general dirige al segundo más particular. Se comprueba en los tres primeros cuadros cómo su variación ancho/largo afecta a los dos círculos. En el primer cuadro, el círculo mayor enmarca el rostro, brazos y manos, mientras que el menor circunscribe el rostro y el gorro. En el segundo cuadro, el del rey, el círculo mayor determina la posición de las manos, brazos y cortinas, mientras que el menor enmarca el rostro, el sombrero y el cuello de piel. 
En el tercer cuadro, el de la crucifixión, el círculo mayor perfila en la parte inferior el cuerpo de María y el soldado tumbado que juega a los dados, mientras que el menor enmarca claramente a las tres figuras crucificadas. El cuarto cuadro, la Pietà, es un cuadro horizontal, al que no estaba habituado, pues la mayoría de sus cuadros eran verticales. Decidió componerlo aplicando los dos círculos, resultando algo extraño, quizá porque la mirada del espectador engloba con más facilidad los dos círculos verticales que los horizontales. O quizás porque desconocía que la mirada del espectador diestro se dirige primero a examinar la parte derecha del cuadro antes que la izquierda. En el quinto cuadro, el pintor transforma los dos círculos verticales en un único círculo que hace tangente al lado superior.
En cuanto a la proporción áurea o número de oro, se conoce desde la antigüedad y se usó mucho en el Renacimiento, considerándose la proporción perfecta. 
Su valor aproximado es: {\displaystyle \Phi ={\frac {1+{\sqrt {5}}}{2}}\approx 1,618\,}
Los pitagóricos lo dedujeron de las formas geométricas del cuadrado y del círculo que ellos consideraban las formas perfectas.
Así, AS (a) es el segmento áureo de AB (a+b). También SB (b) es el segmento áureo de AS (a) 
Fouquet empleaba los segmentos áureos que correspondían tanto a la anchura total como a la altura total del cuadro. En el segundo cuadro, el del rey, emplea dos segmentos áureos para trazar dos verticales simétricas que delimitan el rostro del rey. En el tercer cuadro, el de la crucifixión, empleó las dos verticales para enmarcar las dos figuras centrales de espaldas y una horizontal para limitar superiormente las personas de fondo a caballo. En el quinto cuadro, solo empleó una de estas líneas verticales para enmarcar el jinete a caballo y también empleó una de las líneas horizontales que se obtiene de los segmentos áureos para limitar en la zona superior las figuras del fondo.

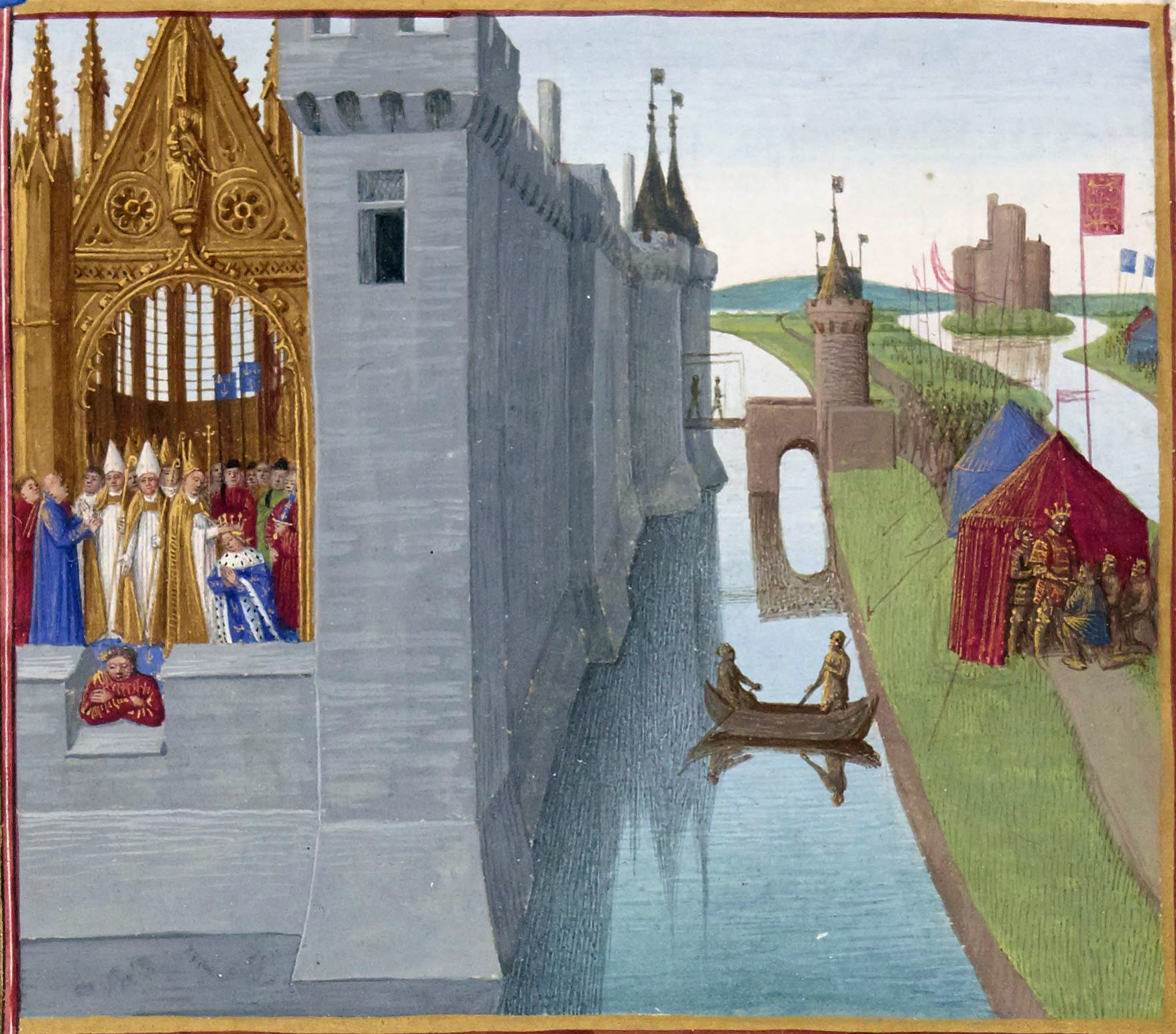
Coronación de Luis VI de Francia, en Grandes Crónicas de Francia (Biblioteca Nacional de París).

En la miniatura de La coronación de Luis VI, hay una «perspectiva aérea», que destaca los efectos atmosféricos. Este cuadro recuerda el paisaje de fondo de La Virgen con el canciller Nicolás Rollin de Jan van Eyck, pintado en 1435. Allí también Van Eyck empleó un paisaje a contraluz, es decir, la luz viene del fondo del cuadro y las sombras se ven delante. En el cuadro de Van Eyck la sombra del puente se ve delante igual que en este de Fouquet. Tanta es la similitud que quizá, como homenaje, pintó también un hombrecillo asomado a la almenara del castillo como en el cuadro de Van Eyck.

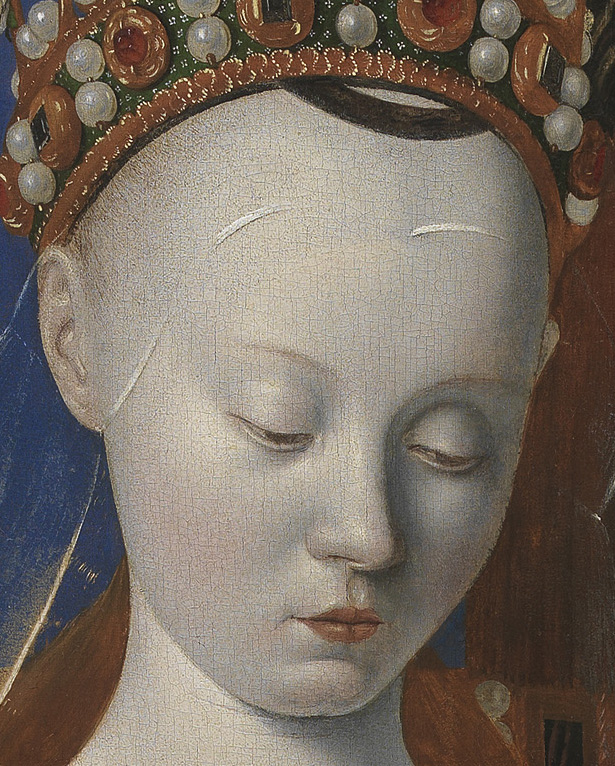
Detalle de la Virgen del Díptico de Melun. Museo de Bellas Artes, Amberes.

Como se ha señalado anteriormente, la perspectiva aérea se consigue mediante la gradación de color hacia grises azulados para los objetos lejanos. Se observan estas degradaciones en el cuadro, y gracias a ellas consigue estos efectos: en el lateral del muro del castillo conforme se aleja se distinguen hasta cinco degradaciones de color azul; en los reflejos del muro del castillo en el foso de agua se ve que en tanto la sombra está más lejana, se va difuminando; el azul de agua del foso a medida que se aleja se degrada hasta el blanco y de un modo similar ocurre en el cielo; las sombras de la barca en el agua están más degradadas en las del puente levadizo; La torre marrón del puente levadizo es un marrón más degradado en las torres del fondo a la derecha; hasta en la ventana del castillo se ve un blanco degradado del cielo. Diseñando estos detalles consiguió que nuestro ojo de observador tenga una sensación de luminosidad y de palpar el aire.
En el detalle del rostro de la Virgen del díptico de Melun se aprecia que el rostro tiene forma de ovoide y que la iluminación divide el rostro en dos partes, una más reducida con fuertes sombras y relieves, la otra más amplia prácticamente sin sombras con un efecto dominante plano. El modelado no es continuo: muy acentuadas las sombras en la derecha, disminuyen al pasar a la izquierda y desaparecen en la parte más izquierda. Incluso zonas de la izquierda que deberían tener sombras, deliberadamente las hace desaparecer. De esta forma consigue la parte izquierda del rostro con una componente eminentemente plana que contrasta con la tensión y la profundidad de la parte sombreada de la derecha. Se señala también cómo está resuelta la mirada con unos párpados prácticamente cerrados y con las tres zonas de luz sobre estos y la zona de los labios.

## Influencias flamenca e italiana
Fouquet estuvo atento a las novedades de los pintores flamencos, incorporándolas a su técnica. Conoció, analizó y asimiló las recopilaciones de dibujos flamencos que circulaban por los talleres de los iluminadores franceses. Se aprecia en dos ejemplos cómo incorporaba las influencias de otros pintores. Así, en el retrato del papa Eugenio IV, decidió partir de una idea del cuadro Timoteo de van Eyck. Van Eyck concluyó su Timoteo el mismo año que el Políptico de Gante; por lo tanto su maestría estaba en toda su plenitud. Ante un fondo negro, este hombre está iluminado por la izquierda y está pintado en la parte inferior un antepecho en trampantojo fingiendo piedra. La mano derecha está en escorzo y su codo queda fuera del cuadro.
En la copia del cuadro desaparecido del papa, se aprecia en primer lugar que el trampantojo en este caso es más pequeño y casi no tiene grosor. El artista lo ha definido con una línea superior de luz que contrasta con la sombra del brazo izquierdo que levanta ligeramente, dándole un efecto de profundidad. La mano derecha no sale del cuadro como la de van Eyck, pero también aparece en escorzo con la parte del brazo que se ve, y contribuye a crear profundidad. El cuerpo del papa es más grande, y su cabeza más pequeña. Ambas figuras tienen la misma quietud y sus miradas son profundas. Sin embargo, en el caso del papa, se adivina una personalidad de una mayor complejidad. Ese rictus serio de Eugenio IV se consigue marcando la rigidez de los músculos de la cara y mediante un modelado intenso de luces y sombras. El resultado es un cuadro totalmente distinto.
En el segundo caso se compara la miniatura Crucifixión de las Horas de Chevalier con un cuadro de van Eyck y otro de Fray Angélico en los que se inspiró. Particularmente en el segundo los especialistas señalan la influencia de Fray Angélico.
La Crucifixión de van Eyck tiene un reducido tamaño —56,5x19,7 cm— y forma pareja con un Juicio Universal. Hay una muchedumbre a pie y a caballo junto a las cruces: personajes en traje contemporáneo con capas con ribetes de piel. El fondo está resuelto con una perspectiva atmosférica. En primer plano se encuentra un grupo de mujeres llorosas, la Virgen y san Juan.
Fouquet construyó un cuadro a la vez parecido y diferente. Hay muchas similitudes. La Virgen de azul y el san Juan de rojo, se mantienen en primer plano, aunque los representó mirando hacia el Cristo. El san Juan parece la misma persona en los dos cuadros. Los caballos tan magistralmente pintados por van Eyck, ahora son menos numerosos, pero están igualmente bien pintados. La capa del jinete con el ribete de piel aparece de otra forma en Fouquet. Las lanzas que se dibujan en el cielo las aprovecha para crear perspectiva poniéndolas en línea de forma decreciente. La vestimenta marrón clara del soldado de espaldas con los correajes de la espada está representada en los dos cuadros; incluso su brazo izquierdo está en la misma posición. También deja libre la zona de la cruz para mostrar al fondo una ciudad y las montañas azules: también aquí hay perspectiva aérea. Ahora le da un tono general azulado, cuando el original era rojo.
Respecto del cuadro de San Marcos de fray Angélico, debió conocer y admirar la extraordinaria disposición de las cruces y de los crucificados. Con unos recursos muy escasos se consigue crear un efecto de profundidad debido a la disposición de los maderos horizontales de las cruces de los ladrones, acrecentados por los escorzos de los brazos de ambos ladrones. Además las cruces estaban muy altas, prácticamente en la parte superior del cuadro, con lo que separaba a los crucificados de sus acompañantes. Fouquet hace lo mismo: incluye unas cruces altísimas de un modo que consigue resaltar a los tres sobre el azul del cielo, especialmente al Cristo.
Por tanto, se trata de reelaboraciones, y Fouquet no se esconde cuando se apoya en un cuadro de otro maestro, realizando frecuentes guiños y homenajes al cuadro primero.

## Obra

### Retratos
Los retratos, parte básica de su quehacer artístico, muestran su capacidad para plasmar la personalidad de los retratados. En esta época el retrato, que hasta entonces era un género poco difundido, comenzó a convertirse en un gran estilo. Hasta entonces era eminentemente religioso y empezó a convertirse en profano. Se empezó a reproducir al retratado buscando su personalidad sicológica.

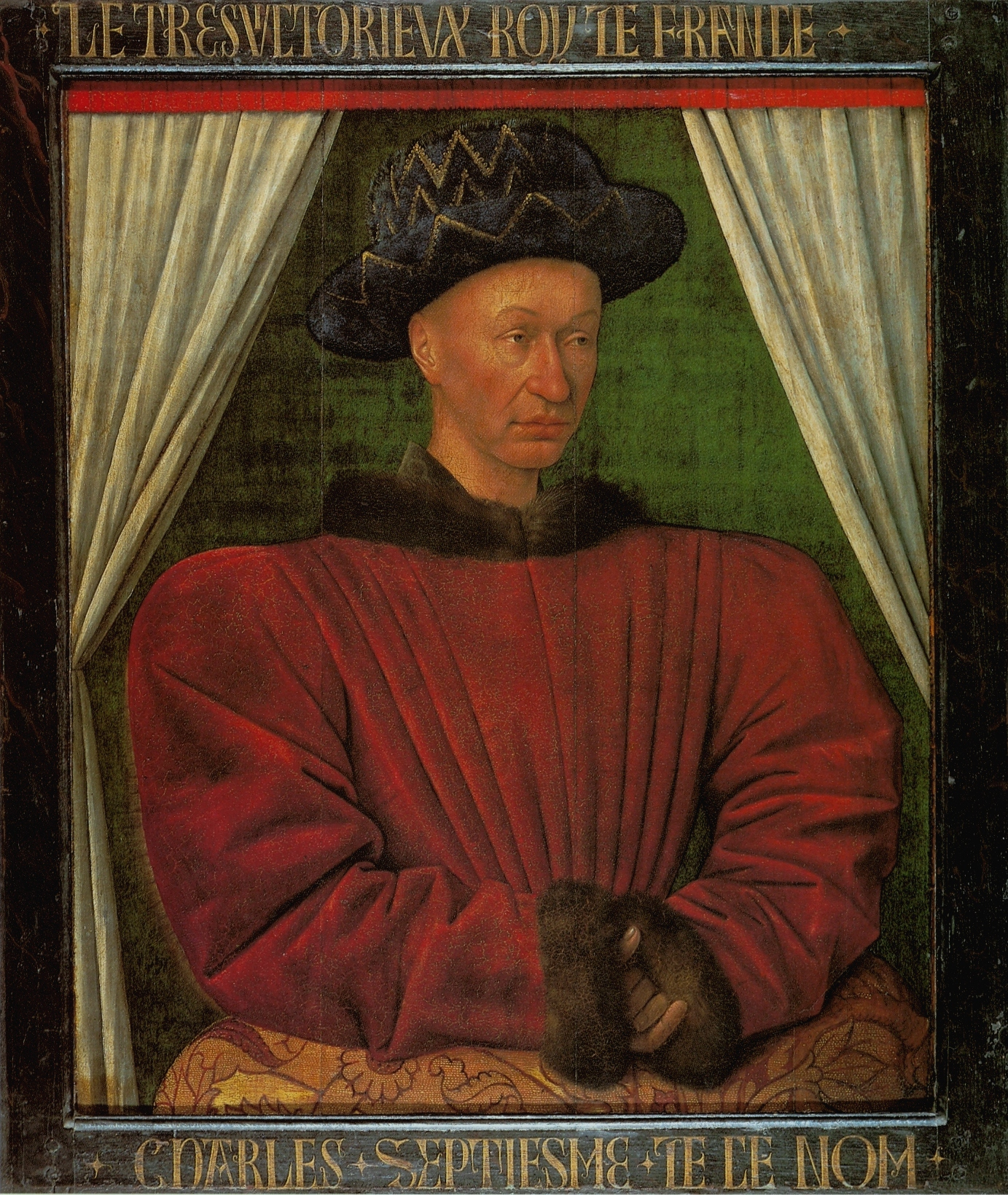
Retrato de Carlos VII, Museo del Louvre, París. Óleo sobre tabla.

En el Retrato del rey Carlos VII, pintó al personaje de frente y rodeado de cortinajes. Siguió en esto la tradición francesa de pintar al rey sin los atributos de su rango y sin aparecer como figura intermedia de donante, fórmula que ya se empleó un siglo antes en el retrato del rey Juan II. El resultado es una figura de influencias flamencas con un análisis muy detallado del rostro. El reinado de Carlos fue uno de los más complejos de la monarquía francesa. Contestado inicialmente, debió reconquistar el país a los ingleses y tuvo un papel importante en la reorganización del estado. Aun así, el artista lo retrató desprovisto de atributos reales, aunque agrandó la anchura de los hombros para presentarlo más majestuoso. Según Benazit, lo más probable es que se trate de una de sus obras más antiguas, anterior al viaje a Italia. Este crítico afirma que el retrato del rey recuerda al retrato de Arnolfini (Van Eyck), y que está pintado en esa actitud de oración con que Fouquet pintaba todas sus figuras. También argumentaba que todas sus otras pinturas conocían el Quattrocento italiano y esta es la excepción.

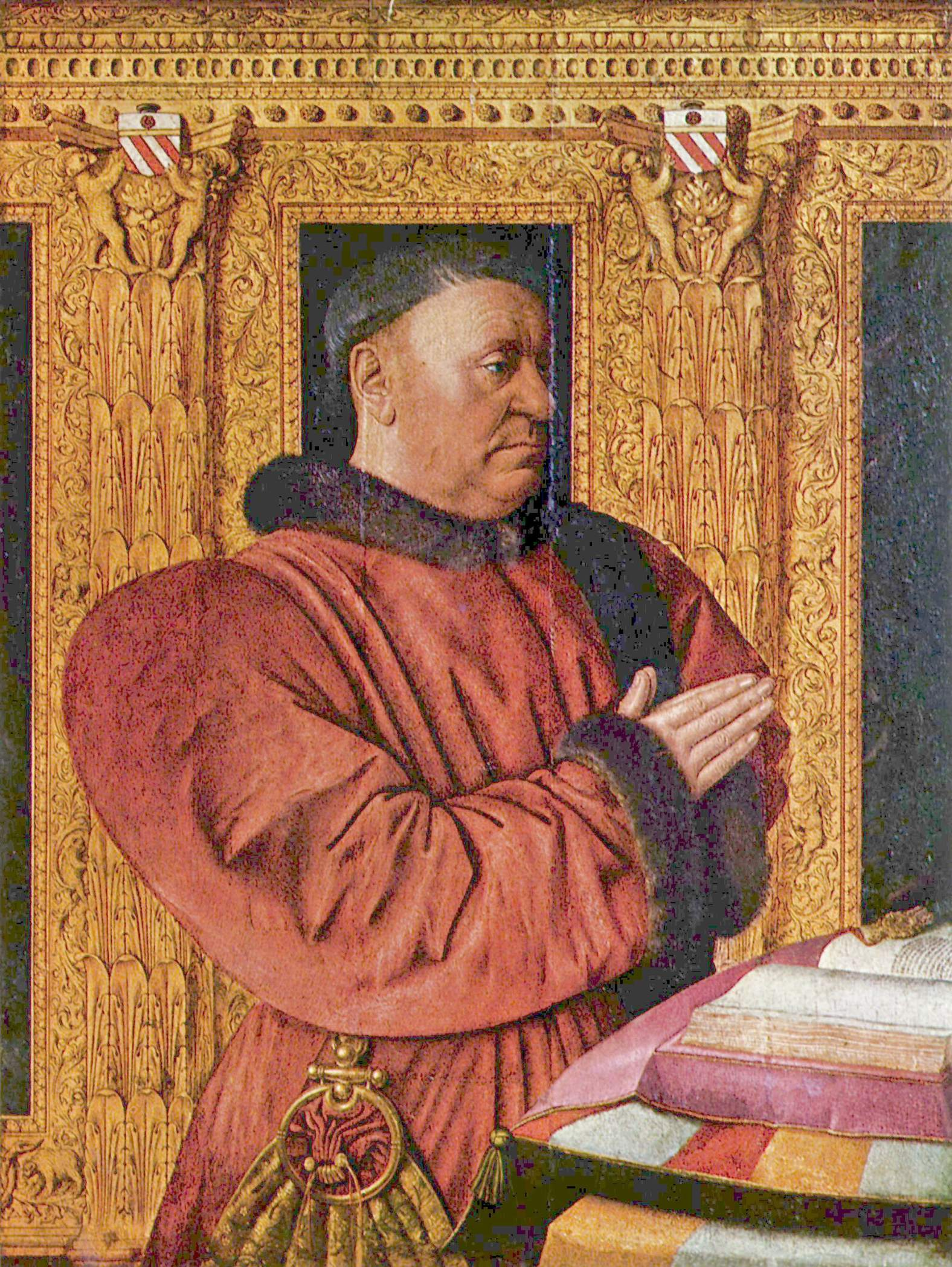
Retrato del canciller de Francia Guillaume Juvénal des Ursins, Museo del Louvre, París. Óleo sobre tabla.

En el retrato del bufón Jester Gonella, pintado en Italia, presentó la figura muy en primer término, quedando gran parte de la figura fuera del cuadro, y centrando toda la atención en el rostro, con lo que consiguió transmitir magistralmente la profunda humanidad del personaje. Otto Pacht demostró que este retrato del bufón, atribuido durante largo tiempo a van Eyck y también a Brueghel, fue pintado por Fouquet.
En la copia del desaparecido retrato de Eugenio IV, realizado en Roma, presenta al personaje de medio cuerpo y la atención del artista se ha concentrado en transmitirnos la psicología del hombre, poderoso, absorto y enérgico.
En su autorretrato, de 1450, se nos muestra con un rostro joven ligeramente ladeado con aspecto seguro y dirigiendo firmemente la mirada al espectador. Se trata de un cobre esmaltado de 6,8 cm de diámetro que revela que conocía otras técnicas pictóricas. Este redondo formaba parte del Díptico de Melun y demuestra que era consciente de la importancia del díptico. Los estudiosos ven en este retrato a un hombre que se consideraba humanista.
Hacia 1465, pintó el retrato del canciller Guillaume Juvénal des Ursins. Se trata de la parte izquierda de un díptico o un tríptico devocional, cuya parte derecha se ha perdido. Lo presenta en actitud orante. La figura tiene un gran volumen y está en postura oblicua en tres cuartos. El retrato es diferente del de Chevalier, pues aun siendo parte de un díptico y encontrándose en actitud de oración, ya no aparece acompañado de su santo patrón. El aspecto religioso ha desaparecido del cuadro. Se preocupó en primer lugar de transmitir la honradez y el aspecto de buena persona. En segundo lugar destacó las características que lo muestran como alto funcionario del reino. El retratado era una persona de alto rango, aspecto al que el pintor dio mucha importancia. La vestimenta, la bolsa al cinto, el almohadón y las pilastras doradas de gran riqueza lo transmiten esta prestancia.

### Díptico de Melun
Hacia 1450 pintó el Díptico de Melun, encargado por Étienne Chevalier. En ambas tablas realizó un compendio de los modos flamencos, italianos y góticos. Así, los detalles del trono y de la corona de la Virgen son flamencos, las figuras monumentales de Étienne de san Esteban y la arquitectura con perspectiva fugada son italianas. Sin embargo, el retrato de Chevalier es flamenco, los ángeles son góticos y la composición es renacentista.
En la tabla de la izquierda, el donante está en oración, protegido por su santo patrón, San Esteban, con las vestimentas de diácono. Encima del libro, san Esteban lleva una piedra puntiaguda que indica que fue lapidado. Hay un tratamiento importante de la luz, contrastada en luces y sombras, y de la forma en que esas figuras se encuentran en el espacio real, que es de clara influencia italiana. Sin embargo, el interés con que capta las telas, los mármoles, la piel, remite a la influencia flamenca de Jan Van Eyck.
El realismo de esta tabla contrasta fuertemente con el otro panel del díptico, donde se consigue crear una composición muy idealizada que parece irreal, y con la luz nuevamente, que juega un papel importante. La atmósfera celestial se sitúa frente a la terrenal. La Virgen aparece como una mujer muy hermosa y elegante, de piel blanca y perfecta y frente muy ancha. Lleva una capa de armiño y el seno izquierdo desnudo tiene que ver con el papel de María como nodriza de la humanidad. El trono y la corona se adornan con perlas y gemas. Los ángeles están dispuestos de modo que cada rostro está en posición diferente: los azules son querubines y los rojos son serafines, según decían los Padres de la Iglesia. Los ángeles monocromos, rojos y azules, contrastan fuertemente con el blanco marmóreo de la Virgen. Como Virgen aparece Agnès Sorel, amante del rey Carlos VII, de la que Chevalier era amigo y albacea testamentario. Se decía que la bella Agnès era la mujer más hermosa de Francia. El Díptico se dispuso en la capilla funeraria de Agnès Sorel en la catedral de Melun, con la intención de facilitar su entrada al Reino Celestial. Sin embargo, también es motivo de controversia el que sea Agnès Sorel, pues, aun siendo una tradición muy antigua, hay quien defiende que se trata de la esposa del pintor, Catherine Bude.
La crítica señala el contraste entre la textura blanca y resplandeciente de la Virgen y el niño, los ángeles monocromos rojos y azules y los colores tenues de Chevalier y san Esteban. También contrasta la disposición frontal de la Virgen y niño con las figuras de perfil de donante y acompañante. Por último, destaca la amalgama de estilos gótico y renacimiento, nórdico e italiano. Los dos paneles se vendieron separadamente durante la Revolución francesa, encontrándose actualmente la tabla izquierda en la Gemäldegalerie de Berlín y la derecha en el Museo de Bellas Artes de Amberes. Del díptico procede también el pequeño tondo (cuadro redondo) con el autorretrato del artista, ahora en el Louvre.

### Piedad de Nouans

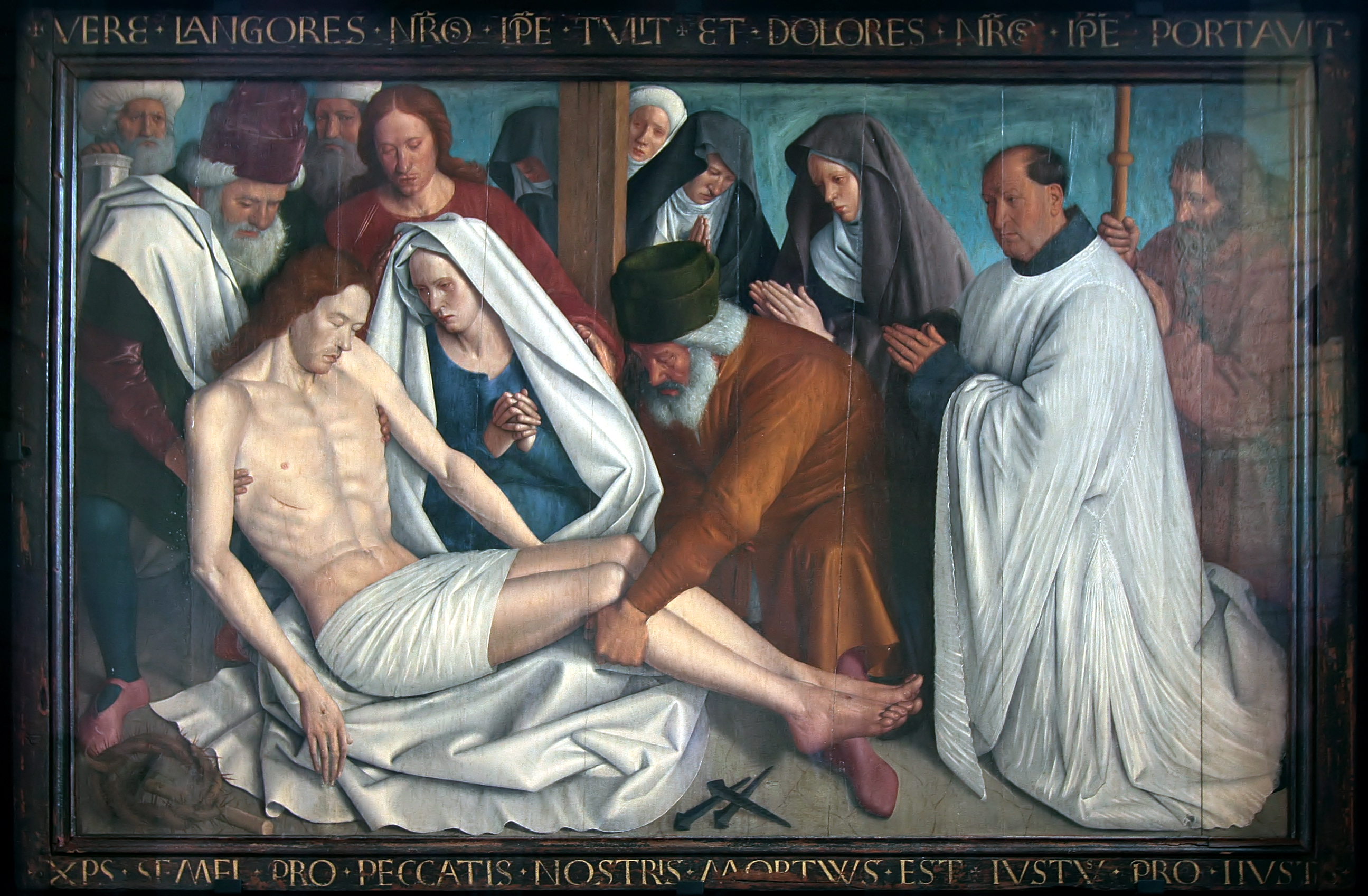
Piedad de Nouans. Fontaines, Francia.

Hacia 1470-1480 pintó la Piedad de Nouans, realizada en gran formato (146 cm x 237 cm). Es la obra fundamental de la fase final de su carrera. La perfección de cómo están ordenadas las figuras es claramente renacentista. Pudieron ayudar en la realización de esta pintura sus hijos, Louis y François, que se estima que intervinieron en su taller en la fase última de su producción.
Este gran cuadro difiere del resto de su producción y es preciso incidir en que esta obra monumental se debe a un miniaturista. Ciertamente la obra tiene algunos defectos debido a las grandes magnitudes del cuadro, pero la obra debe considerarse como una de las más bellas del pintor. Se trata de una Piedad diferente. Aquí la Virgen con su sufrimiento no ocupa el tema central del cuadro como puede ser en la Pieta de Avignon y la composición no está centrada en la Virgen. La Virgen contempla el Cristo que dos discípulos colocan delante de ella. San Juan contempla también la escena con una actitud protectora hacia María. Cuatro mujeres y otros dos discípulos siguen los acontecimientos emocionados. En la derecha se encuentra el donante acompañado por su santo patrón Santiago, por lo que se supone que el donante se llamaba así.
Llama la atención la similitud de los dos discípulos que llevan a Cristo. Probablemente se trata del mismo modelo pintado en distinta posición. La emoción contenida y el sufrimiento de todas las figuras es quizá el principal aspecto del cuadro. También cabe destacar el retrato del donante, a menudo señalado como uno de sus mejores retratos. El detallismo en las manos del donante, de María y de una de las mujeres, es comparable a las manos de Chevalier en el díptico o las del retrato de Juvénal.

### Miniaturas
Fue también un iluminador y miniaturista que alcanzó una precisión exquisita en la representación de los detalles y que combinó los refinamientos lineales franceses y el sentido volumétrico italiano.

### Libro de horas de Étienne Chevalier
El tesorero real le encargó su Libro de horas de Étienne Chevalier, que está considerado su obra maestra por sus excelentes miniaturas. Realizado entre 1452 y 1460, Fouquet se desliga de la forma tradicional de la iluminación medieval. Elimina los adornos y ocupa toda la página convirtiendo la miniatura en un cuadro. Al aplicar las nuevas técnicas, renovó el arte de la iluminación. Introdujo la perspectiva, los juegos de luces y colores, arquitecturas idealizadas del Renacimiento en representaciones de la Antigüedad y aplicó el naturalismo en la interpretación de los temas tradicionales. Todas las hojas tienen el mismo formato de 16,5 cm x 12 cm. Se realizaron en témpera sobre pergamino. Algunas de ellas se encontraban en mal estado y han precisado medidas especiales de conservación.
En las reproducciones fotográficas de las dos primeras hojas, enfrentadas a modo de díptico, se vuelve a proponer el motivo del Díptico de Melun. La reelaboración mantiene algunas propuestas y modifica otras. Así se mantienen las figuras principales: Étienne prácticamente es una copia, san Esteban se retrasa dando preponderancia a Chevalier, la figura de la Virgen ya no es Agnes Sorel, pero también tiene el seno descubierto; aunque en este caso está dando el pecho a Jesús. La modificación de esta versión consiste en que las dos partes forman una misma habitación. Este extremo se observa en la continuidad de las paredes del palacio, en el pavimento, en la disposición de los ángeles y en el manto rojo de María que invade ligeramente la parte izquierda. Da a entender que Chevalier ha alcanzado el Reino Celestial y por ello lo rodea de ángeles. Las figuras principales ya no aparecen frontales y en mundos distintos sino que las relaciona, poniéndolas unas enfrente de las otras. El artista homenajea así a su mejor mecenas en un libro para su uso privado.
Integró libremente elementos de actualidad política o arquitectónica. Por ejemplo trató a Carlos VII como uno de los Reyes Magos o usó decorados franceses en los episodios bíblicos. De esta forma se incorpora plenamente a las ideas del Renacimiento, al presentar al hombre en la esfera de lo divino y acercar a Dios a los hombres.
En la lámina de la Epifanía, unió la historia bíblica y la historia de Francia. Gaspar, representado por Carlos VII, adora a Jesús. El rey se distingue claramente por su rostro y sus ropas. La alfombra con el símbolo Flor de lys sobre la cual se arrodilla el rey de Francia, se prolonga en el vestido de la Virgen uniendo el episodio bíblico y la historia francesa. Los soldados formados junto al rey indican que Carlos VII pone su ejército a disposición de Cristo. El mensaje que se transmite es que Francia vuelve a ser el reino preponderante de la cristiandad. Al fondo se ve el final de una batalla entre franceses e ingleses. Cristo está con Francia y la victoria es de las tropas francesas en la Guerra de los Cien Años.
En la lámina de la Anunciación, donde los especialistas advierten la influencia de Fray Angélico, se representa un momento del que existen multitud de iconografías: «el Arcángel Gabriel le dijo a María:...y concebirás en tu seno y parirás un hijo que llamarás Jesús...María contestó: ¿cómo será esto?, porque no conozco varón... y respondió el ángel: el Espíritu santo vendrá sobre ti, y la virtud del Altísimo te hará sombra, lo santo que nacerá será llamado Hijo de Dios». El rayo de luz y la paloma simbolizan el momento descrito. En ese mismo momento, María quedó encinta milagrosamente. María está representada en actitud modesta y piadosa («He aquí la sierva del Señor». - Evangelio de san Lucas). Aparece con un libro abierto y, a veces, un libro cerrado que son el Nuevo y el Antiguo Testamento.
La Virgen está en la nave central de una catedral gótica. El edificio se representa con precisión y la iglesia está inundada de luz. Tanto la arquitectura como la luz tienen una función simbólica: la Virgen aparece como Madre de la Iglesia y se identifica con la iglesia misma.
La iglesia representada en la lámina es la catedral de Bourges. Toda la perspectiva fuga en un punto, en el centro del cuadro, que coincide con la estatua de Moisés con las Tablas de la Ley. Se observa la coincidencia del color azul del vestido de la Virgen y del altar. En la siguiente lámina, la venida del Espíritu Santo, conservado en el Metropolitan Museum de Nueva York, situó el episodio del Nuevo Testamento sobre fieles rezando en un paisaje parisiense, mostrando el puente de Saint Michel sobre el Sena y la fachada de Notre Dame.
En la lámina Los funerales de Étienne Chevalier, el pintor anticipó los funerales de este personaje. Cuatro monjes de órdenes mendicantes llevan el ataúd de Étienne Chevalier a la iglesia, acompañados por portadores de antorchas. En primer plano, aparece un porteador que tiene un roto en el zapato. Es posible que Fouquet representara las arquitecturas de los distintos destinos de Chevalier: se aprecia una torre italiana a la izquierda, una iglesia y un campanario inglés en el centro, y las torretas del Louvre de París a la derecha.
El Libro de horas de Étienne Chevalier se separó y desmembró hacia 1700, montándose las ilustraciones sobre 47 tablillas de madera. Hoy estas se conservan dispersas en seis museos diferentes si bien el grueso de ellas, cuarenta hojas, permanece en el Museo Condé de Chantilly. Imágenes sueltas se hallan en el Metropolitan Museum de Nueva York, Museo Marmottan-Monet de París, etc.

#### Grandes crónicas de Francia
En 1458, le encargaron ilustrar las Grandes crónicas de Francia, posiblemente el destinatario fuese el mismo rey. Técnicamente emplea un estilo más francés con menos influencias italianas. Aparecen en los fondos villas que él conoce bien, como Tours, Orleans y París.
Representó imágenes donde ensalzó a la monarquía y donde la propaganda era evidente: momentos históricos favorables y entradas triunfales en ciudades. La flor de lys, emblema de la Casa de Valois, aparece de forma reiterada. En la primera lámina, el 5 de junio de 1286, Eduardo I de Inglaterra, rinde homenaje al rey de Francia, Felipe IV el Hermoso, en presencia de la corte. Este último fue un político realista que favoreció la formación de un pensamiento estatal. Guyena y Gascuña, en Francia, todavía eran posesiones feudales de Eduardo I y por eso le rinde vasallaje al rey francés. Posteriormente entraron en guerra entre ellos. En la segunda lámina, Carlos V, el Sabio, entra triunfante en París por la puerta de Saint-Denis, después de haber sido coronado en Reims el 19 de mayo de 1364. Fue un rey importante para Francia, ya había comenzado la Guerra de los Cien Años y se esforzó por restaurar el orden en el país y fortalecer el prestigio de la monarquía.

#### Antigüedades judíasde Flavio Josefo
Hacia 1470 y antes de 1476, recibió el encargo de Jacques de Armagnac, duque de Nemours, de terminar el códice de las Antigüedades judías de Flavio Josefo, que habían quedado incompletas tras la muerte de su dueño, el duque Jean de Berry, y que Armagnac había heredado. Fouquet realizó 12 miniaturas.
Interpretó el drama del pueblo judío mediante escenas grandiosas con multitudes magistralmente ordenadas. Generalmente adoptó un punto de vista alto que le permitió abarcar grandes paisajes. En la ordenación de la multitud adoptó presentar a un primer grupo de personas en un plano cercano. Imaginó extraordinarios paisajes, decorados antiguos, que alternó con recreaciones del valle del Loira. Las casas que aparecen en  La toma de Jericó son las casas de Tours. En cada lámina superponía varios episodios, que representaba en planos diferentes. La Biblioteca Nacional de París conserva nueve miniaturas de las Antigüedades judías de Flavio Josefo.